# Ля мінор
Ля мінор (A minor, A-Moll) — мінорна тональність, тонікою якої є звук ля. Гама ля мінор містить звуки: 
 ля - сі - до - ре - мі - фа - соль
 A - B - C - D - E - F - G.
Паралельна тональність — до мажор, однойменний мажор — ля мажор. Ля мінор не має жодного знаку біля ключа.

## Найвідоміші твори, написані в цій тональності
- Й. С. Бах — Прелюдія і фуги з 1-го та 2-го томів ДТК
- В.А. Моцарт - Соната для фортепіано № 8
- М. Березовський — концерт «Не імами іния помощи»
- А. Ведель - концерти «Спаси мя, Боже, яко внидоша води до душі моєя», «Помилуй мя, Господи, яко немощен єсьм»[2][3]
- Е. Гріг — Концерт для фортепіано з оркестром
- Ф. Шопен - 
  - Етюди Op. 10 № 2, Op. 25, №. 4,  № 11
  - Прелюдія №2
- Н. Паганіні - Каприс №24
- М. Лисенко - Соната для фортепіано op.16
- C. В. Рахманінов 
  - Симфонія № 3,
  - Рапсодія на тему Паганіні